# Dinesh Kumari Chenchanna
Dinesh Kumari Chenchanna (* 22. Juli 1970 in Banganapalli, Indien) ist eine deutsch-indische Fernseh-Journalistin.

## Leben
1971 zog Dinesh Chenchanna mit ihrer Familie nach Deutschland und verbrachte ihre Kindheit in West-Berlin und ab 1977 ihre Schulzeit in Rüsselsheim. Ab 1989 studierte sie an der Technischen Universität Darmstadt Bauingenieurwesen, wo sie 1997 ihr Diplom in den Fächern Wasserversorgung, Abwasserbeseitigung, Abfallwirtschaft und Umwelt- und Raumplanung, Ökologie und Geotechnik machte.

### Hessischer Rundfunk
Schon während des Studiums war sie ab 1994 als Mitarbeiterin im Bereich Fernsehunterhaltung des Hessischen Rundfunks in Frankfurt am Main tätig und verantwortete ab 1997 den Online-Auftritt. Danach wechselte sie 1999 als leitende Redakteurin in die Redaktion „eTV hessen“, wo sie die Produktion verschiedener crossmedialer Sendungsprojekte betreute.
Ab 2004 war Dinesh Chenchanna Mitglied der Projektgruppe „Digitalisierung Fernsehen“. Von 2005 bis 2009 war sie für die Entwicklung und Produktion neuer Formate im Hessischen Rundfunk zuständig. Unter anderem entwickelte und produzierte sie die Ratesendung "Dings vom Dach".

### ZDF
2009 wechselte Dinesh Chenchanna in die ZDF-Hauptredaktion Neue Medien, wo sie als Redakteurin mit Schwerpunkt "Crossmediale Projekte" unter anderem für die Entwicklung eines Wissensformats für den Digitalsender ZDFinfo, die Konzeptentwicklung eines Online-Specials zur Reihe "TerraX - Universum der Ozeane" (ausgezeichnet mit dem Serious Games Award in Bronze) und die Weiterentwicklung des Konzepts und der Redaktion für ein Wahl-Format für zdf log in (nominiert für den Prix Europa 2010 in der Kategorie "Emerging Media") verantwortlich war.
Ab 2011 leitete sie die Sendereihe Der Marker in ZDFkultur. Neben ihrer Funktion als Koordinatorin 3sat von 2013 bis 2017 übernahm Dinesh Chenchanna auch die Leitung des ZDF-Digitalkanals ZDFkultur bis zur Einstellung im September 2016. Zum 1. Januar 2018 übernahm Chenchanna die Leitung der ZDF Stabsstelle „Neue Digitale Kulturpartnerschaften“ in der ZDF-Hauptredaktion Kultur mit der Aufgabe, gemeinsame Projekte zwischen externen Partnern aus dem Kulturbereich und dem ZDF mit den Mitteln der Digitalität zu entwickeln. Unter anderem entwickelte Dinesh Chenchanna das Projekt „Digitale Kunsthalle“ für die ZDF Mediathek. Seit 2020 ist Dinesh Chenchanna mit der Entwicklung und Leitung der neu eingerichteten ZDF Stabsstelle „Digitale Partnerschaften“ betraut, deren Aufgabe es ist, für das ZDF gemeinsame Projekte mit externen Partnern aus dem Wissenschafts- und Bildungsbereich zu entwickeln. Im Herbst 2023 ist sie in die Hauptabteilung Programmplanung gewechselt und ist zusätzlich zu den Digitalen Partnerschaften für den Markenradar zuständig. Dieses Projekt ist die Publikationssteuerung des ZDF für die Sendergruppe.

## Privates
Von 1988 bis 1996 war Dinesh Chenchanna Leadsängerin einer semiprofessionellen Big-Band. Daneben war sie von 1991 bis 1995 Mitglied einer freien Theatergruppe, für die sie u. a. eine Revue realisierte (Buch und Regie) und als Dramaturgin fungierte.
Dinesh Chenchanna ist mit dem Informatiker Marc Kalke verheiratet und Mutter von zwei Kindern.